# 中央競馬的中戦隊☆アテルンジャー
中央競馬的中戦隊☆アテルンジャー（ちゅうおうけいば・てきちゅうせんたい・アテルンジャー）はアール・エフ・ラジオ日本で2013年10月5日から2017年3月25日まで、土曜20時から21時（2014年4月5日以後の年度上半期はラジオ日本ジャイアンツナイターの放送カードが組まれていない日のみ）に生放送されていた中央競馬の展望番組である。
番組は日曜日に行われる注目の重賞競走の展望をメインとして、土曜日に行われた注目の競走や今後のレースで注目される競走馬などを分析する。

## ネット局
- 岐阜放送ラジオ（ぎふチャン）

同様に年度上半期はダイナミックナイターの放送予定カードがない日に放送。
ただし、2014年度はラジオ日本が巨人戦デーゲームをナイター枠で録音中継した場合（この場合は一部日程を除き、ぎふチャンではエキサイトスタジアムとして生中継）、本番組の裏送り対応はなされず、ぎふチャンは代わりに自社制作番組を放送していた。
2015年の土曜日は巨人主管のナイターのみを放送し、デーゲーム開催日はその録音放送を休止することになったので、原則として巨人主管デーゲームorビジター開催日はこの番組を放送する。ただし、稀にビジターもしくは地方開催の巨人戦ナイター中継が編成され、それが中止になった場合も本番組は復活せず、当該時間帯には『ジャイアンツナイター 麻布台スタジアム』（ただしぎふチャンについては、「中日対巨人戦」である時、及び巨人戦のナイター中止時にRFとCBCが同じカードでナイターを放送する場合には「GO!GO!ミュージックナイター」を充てる）が放送される。

## パーソナリティー
司令官（メインパーソナリティー兼解説）
- 長谷川仁志（競馬評論家　元ダービーニュース本社担当記者）

隊員（進行役）
- 細渕武揚（ラジオ日本アナウンサー）
- 瀧口俊介
- 木村季康
- 矢田部明子
- 大村麻衣子

## コーナー
- 司令官登場!TODAY'sレースチェック　土曜日に行われたメインレース、あるいはその日の注目レースについて実況録音を交えながら長谷川が注目馬を上げて解説を行う
- 今週の標的・ロックオン　主に日曜日に行われる重賞競走を中心にそのレースの行われる競馬場や出走馬個々のデータなどを分析しレースを展望する
- アテルンジャー作戦会議　日曜日の注目レースを取り上げてレースの展望を行う
- アテルンジャーお笑いフラッシュ　最近増えつつある珍馬名とその由来を紹介する
- 仁志の一押し　日曜日に行われるメイン以外の注目レースを一つ取り上げて、長谷川の見解を解説

## 関連番組
- ラジオ日本 土曜・日曜競馬実況中継
- 中央競馬大作戦

以下過去に放送された競馬の展望番組
- オトナの競馬マガジンプラス
- 今井りかのうまらじ

| アール・エフ・ラジオ日本・岐阜放送 土曜日20:00 - 21:00枠 | アール・エフ・ラジオ日本・岐阜放送 土曜日20:00 - 21:00枠                           | アール・エフ・ラジオ日本・岐阜放送 土曜日20:00 - 21:00枠 |
| 前番組                                                   | 番組名                                                                             | 次番組                                                   |
| -------------------------------------------------------- | ---------------------------------------------------------------------------------- | -------------------------------------------------------- |
| 全米トップ40 THE 80'S ※枠縮小、20:00終了となる           | 中央競馬的中戦隊☆アテルンジャー - 『ラジオ日本ジャイアンツナイター』放送の場合あり | 山本さゆりのミュージックパーク ※土曜22:00から移動        |